# Lista de localidades de Kiribati

Localidades em Kiribati.

Esta é uma lista de localidades em Kiribati. O país não tem nenhuma localidade classificada como "cidade".
- Bairiki  - 44.429 - Capital
- Abaokoro
- Bikenibeu
- Buariki
- Butaritari
- Ijaki
- London
- Makin
- Rawannawi
- Riaria
- Roreti
- Rungata
- Tabiauea
- Tabukiniberu
- Taburao - 3.822
- Temaraia
- Utiroa
- Washington